# True North (Bad-Religion-Album)
True North ist das 16. Studioalbum der US-amerikanischen Punkrock-Band Bad Religion. Es erschien im Januar 2013 bei Epitaph Records.

## Geschichte
Während der Tour zu The Dissent of Man sagte Greg Graffin 2011, dass Bad Religion ein weiteres Album herausbringen würden und dann „join the navy, do honest work“ („der Navy beitreten, ehrliche Arbeit tun“), was zunächst zu Spekulationen in namhaften Medien führte, dass die Band auseinanderbrechen würde. Dies war jedoch nicht der Fall. Nach der Tour begann die Band an Songs für ein neues Album zu schreiben, das ursprünglich bereits 2012 erscheinen sollte. Nach dem teils deutlich mehr im Mid-Tempo angesiedelten Vorgänger The Dissent Of Man war das Ziel für True North wieder ein schnelleres, härteres Album zu schreiben, welches sich an Veröffentlichungen wie Suffer und No Control anlehnt. Folglich sind ein Großteil der Songs schnelle eher dem Hardcore zuzuordnende Stücke von ca. zwei Minuten Länge. Es wurde im Juli und August 2012 in „Joe's House of Compression“, dem Studio von Produzent Joe Barresi aufgenommen. Bereits im November 2012 erschien „Fuck You“ als erste Single, im Dezember 2012 dann das Titelstück des Albums. Die Texte sind oft sozialkritisch, der Song Robin Hood in Reverse kritisiert etwa die Umverteilung von unten nach oben. Im Song Dharma and the Bomb ist zum ersten Mal in der Geschichte der Band nicht Greg Graffin, sondern Brett Gurewitz als Leadsänger zu hören.

## Kritiken
Die Kritiken zu dem Album waren bislang recht positiv. Jason Lymangrover von Allmusic gab 3 von 5 Sternen und schrieb: „…for their 16th album, True North, Bad Religion are still fully inspired and delivering sturdy, memorable, and solidly crafted material.“ Auf der Seite Musikreviews.de erhielt die Platte 11 von 15 Punkten. Andreas Schiffmann schrieb: „Anders als bei vielen Flaggschiffen stellte man sich die neuste Version dieses Modells nicht der Vollständigkeit halber in den Schrank, um es zu besehen und sonst nichts, sondern zieht es gerne heraus und lauscht.“ In dieser Form dürfe „es gerne noch 20 Jahre weitergehen.“ Das Album stieg auf Platz 19 in die Billboard 200 ein.

„Auch auf ihrem 16. Studioalbum ‚True North‘ lassen die Herren Graffin, Gurewitz und Co. nichts anbrennen und enteilen der hechelnden Nachfolge-Punk-Generation abermals im Sauseschritt. […] Mit ‚True North‘ sitzen Bad Religion fester im Genre-Sattel denn je und katapultieren sich nach vergangenen leichten Schlingerkursen wieder geradewegs nach vorne. Wer mit will, sollte sich gut anschnallen.
4 von 5 Sternen.“

## Titelliste
1. True North – 1:56
2. Past Is Dead – 2:39
3. Robin Hood in Reverse – 2:53
4. Land of Endless Greed – 1:53
5. Fuck You – 2:14
6. Dharma and the Bomb – 2:00
7. Hello Cruel World – 3:50
8. Vanity – 1:02
9. In Their Hearts Is Right – 1:59
10. Crisis Time – 2:39
11. Dept. of False Hope – 2:40
12. Nothing to Dismay – 2:07
13. Popular Consensus – 1:53
14. My Head Is Full of Ghosts – 1:46
15. The Island – 1:28
16. Changing Tide – 2:23